# Prefectura de Nara
La prefectura de Nara (奈良県 Nara-ken?) está ubicada en la región de Kansai, sobre la isla de Honshū en Japón. La capital es la ciudad de Nara.

## Historia
La región de la prefectura de Nara es considerada una de las zonas más antiguas de Japón, con miles de años de historia.
En el año 710 d. C. la Emperatriz Genmei estableció la capital del país en el palacio de Heijō-kyō, en la actual ciudad de Nara, dando inicio al período Nara.
La prefectura actual fue oficialmente creada en 1887, cuando se separó de la prefectura de Osaka.
A lo largo de la historia, la prefectura de Nara también fue conocida como Yamato no Kuni o provincia de Yamato.
El 7 de julio de 2022, mientras realizaba un discurso público en esta localidad, el ex primer ministro de Japón, Abe Shinzo es agredido con dos disparos, horas más tarde falleció.

## Geografía

### Ciudades
- Gojō
- Gose
- Ikoma
- Kashiba
- Kashihara
- Katsuragi
- Nara (capital)
- Sakurai
- Tenri
- Uda
- Yamatokōriyama
- Yamatotakada

### Pueblos y villas
Estos son los pueblos y villas de cada distrito:
- Distrito de Ikoma
  - Ando
  - Heguri
  - Ikaruga
  - Sangō
- Distrito de Kitakatsuragi
  - Kanmaki
  - Kawai
  - Kōryō
  - Ōji
- Distrito de Shiki
  - Kawanishi
  - Miyake
  - Tawaramoto
- Distrito de Takaichi
  - Asuka
  - Takatori
- Distrito de Uda
  - Mitsue
  - Soni
- Distrito de Yamabe
  - Yamazoe
- Distrito de Yoshino
  - Higashiyoshino
  - Kamikitayama
  - Kawakami
  - Kurotaki
  - Nosegawa
  - Ōyodo
  - Shimoichi
  - Shimokitayama
  - Tenkawa
  - Totsukawa
  - Yoshino